# آلبرت باتیرگازیف

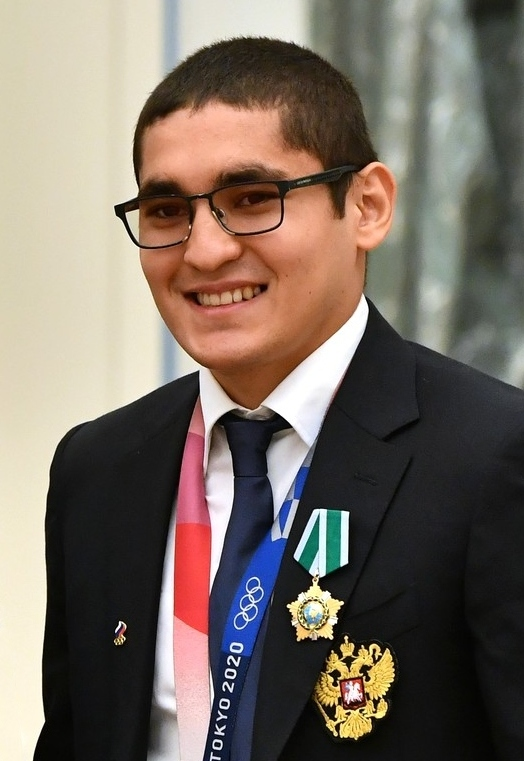
آلبرت باتیرگازیف در سال ۲۰۲۱

آلبرت باتیرگازیف (روسی: Альберт Ханбулатович Батыргазиев؛ زادهٔ ۲۳ ژوئن ۱۹۹۸ ) بوکسور اهل روسیه است.